# The Autumn of Pride
The Autumn of Pride é um filme mudo do gênero romance produzido no Reino Unido e lançado em 1921.